# Fernwald
Fernwald ist eine Gemeinde im mittelhessischen Landkreis Gießen. Sie liegt sechs Kilometer östlich der Universitätsstadt Gießen (Lahn).

## Geografie
Die Gemeinde Fernwald besteht aus den drei Ortsteilen Albach, Annerod und Steinbach. Größter Ortsteil und Sitz der Gemeindeverwaltung ist Steinbach. Fernwald grenzt im Norden an die Gemeinde Buseck, im Osten an die Gemeinde Reiskirchen, im Südosten an die Stadt Lich, im Südwesten an die Stadt Pohlheim sowie im Westen an die Stadt Gießen.

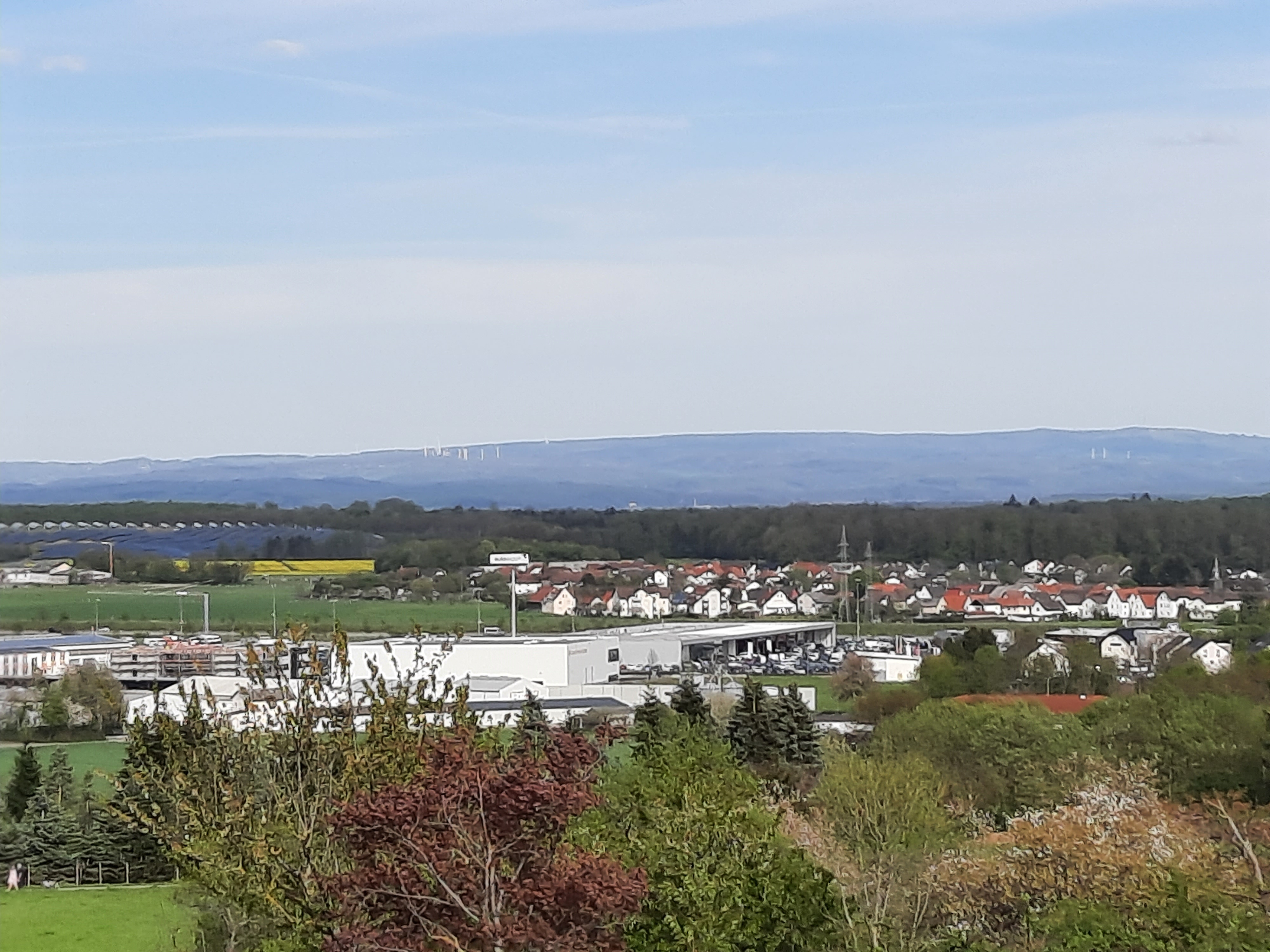
Blick vom Lutherberg auf Fernwald-Albach. Vorn das Steinbacher Gewerbegebiet "Oppenröder Straße".

## Geschichte
Fernwald entstand am 31. Dezember 1971 durch den Zusammenschluss der vormals eigenständigen Gemeinden Steinbach, Annerod und Albach. Die Namensfindung basiert auf dem zwischen Annerod und Steinbach gelegenen Waldstück, das als „Fernewald“ zum größeren Waldgebiet des „Wiesecker Waldes“ (Stadtteil von Gießen) gehörte.

## Politik

### Gemeindevertretung
Die Kommunalwahl am 14. März 2021 lieferte folgendes Ergebnis, in Vergleich gesetzt zu früheren Kommunalwahlen:
| Sitzverteilung in der Gemeindevertretung 2021Insgesamt 27 Sitze - SPD: 8 - Grüne: 4 - FDP: 1 - FW: 7 - CDU: 7 | Parteien und Wählergemeinschaften | Parteien und Wählergemeinschaften           | 2021  | 2021  | 2016  | 2016  | 2011  | 2011  | 2006  | 2006  | 2001  | 2001  |
| Sitzverteilung in der Gemeindevertretung 2021Insgesamt 27 Sitze - SPD: 8 - Grüne: 4 - FDP: 1 - FW: 7 - CDU: 7 | Parteien und Wählergemeinschaften | Parteien und Wählergemeinschaften           | %     | Sitze | %     | Sitze | %     | Sitze | %     | Sitze | %     | Sitze |
| Sitzverteilung in der Gemeindevertretung 2021Insgesamt 27 Sitze - SPD: 8 - Grüne: 4 - FDP: 1 - FW: 7 - CDU: 7 | SPD                               | Sozialdemokratische Partei Deutschlands     | 29,9  | 8     | 38,6  | 10    | 38,8  | 11    | 38,2  | 10    | 40,7  | 11    |
| Sitzverteilung in der Gemeindevertretung 2021Insgesamt 27 Sitze - SPD: 8 - Grüne: 4 - FDP: 1 - FW: 7 - CDU: 7 | CDU                               | Christlich Demokratische Union Deutschlands | 26,3  | 7     | 24,1  | 6     | 24,4  | 7     | 27,6  | 8     | 24,9  | 7     |
| Sitzverteilung in der Gemeindevertretung 2021Insgesamt 27 Sitze - SPD: 8 - Grüne: 4 - FDP: 1 - FW: 7 - CDU: 7 | FW                                | Freie Wähler Fernwald                       | 24,6  | 7     | 24,2  | 7     | 22,2  | 6     | 34,3  | 9     | 34,5  | 9     |
| Sitzverteilung in der Gemeindevertretung 2021Insgesamt 27 Sitze - SPD: 8 - Grüne: 4 - FDP: 1 - FW: 7 - CDU: 7 | Grüne                             | Bündnis 90/Die Grünen                       | 16,0  | 4     | 9,7   | 3     | 12,9  | 3     | —     | —     | —     | —     |
| Sitzverteilung in der Gemeindevertretung 2021Insgesamt 27 Sitze - SPD: 8 - Grüne: 4 - FDP: 1 - FW: 7 - CDU: 7 | FDP                               | Freie Demokratische Partei                  | 3,2   | 1     | 3,3   | 1     | 1,6   | 0     | —     | —     | —     | —     |
| Sitzverteilung in der Gemeindevertretung 2021Insgesamt 27 Sitze - SPD: 8 - Grüne: 4 - FDP: 1 - FW: 7 - CDU: 7 | Gesamt                            | Gesamt                                      | 100,0 | 27    | 100,0 | 27    | 100,0 | 27    | 100,0 | 27    | 100,0 | 27    |
| Sitzverteilung in der Gemeindevertretung 2021Insgesamt 27 Sitze - SPD: 8 - Grüne: 4 - FDP: 1 - FW: 7 - CDU: 7 | Ungültige Stimmen in %            | Ungültige Stimmen in %                      | 2,2   | —     | 3,2   | —     | 3,0   | —     | 2,5   | —     | 2,1   | —     |
| Sitzverteilung in der Gemeindevertretung 2021Insgesamt 27 Sitze - SPD: 8 - Grüne: 4 - FDP: 1 - FW: 7 - CDU: 7 | Wahlbeteiligung in %              | Wahlbeteiligung in %                        | 56,6  | 56,6  | 54,6  | 54,6  | 54,1  | 54,1  | 47,5  | 47,5  | 54,9  | 54,9  |

Die gewählten Gemeindevertreter bildeten nach der Wahl vier Fraktionen (CDU/FDP, Bündnis 90/Die Grünen, FW und SPD).

### Bürgermeister und Gemeindevorstand
Nach der hessischen Kommunalverfassung wird der Bürgermeister für eine sechsjährige Amtszeit gewählt, seit dem Jahr 1993 in einer Direktwahl, und ist Vorsitzender des Gemeindevorstands, dem in der Gemeinde Fernwald neben dem Bürgermeister ehrenamtlich ein Erster Beigeordneter und sieben weitere Beigeordnete angehören. Bürgermeister ist seit dem 1. Januar 2022 der parteiunabhängige Manuel Rosenke (unterstützt von SPD und FW), der bis dahin Leiter der Finanz- und Liegenschaftsabteilung der Gemeindeverwaltung war. Er wurde als Nachfolger von Stefan Bechthold (SPD), der nach zwei Amtszeiten nicht wieder kandidiert hatte, am 4. Juli 2021 im ersten Wahlgang bei 53,7 Prozent Wahlbeteiligung mit 58,1 Prozent der Stimmen gewählt.
Amtszeiten der Bürgermeister
- 2022–2027 Manuel Rosenke[8]
- 2010–2021 Stefan Bechthold (SPD)[9]
- 2004–2009 Matthias Klose (CDU)
- 1973–2003 Dieter Howe[12]

Die ehrenamtlichen Beigeordneten werden von der Gemeindevertretung in oder bald nach der konstituierenden Sitzung für die fünfjährige Wahlperiode bis zur nächsten Kommunalwahl in den Gemeindevorstand gewählt. Für die Dauer ihrer Wahlzeit werden sie zu Ehrenbeamten ernannt und können, im Gegensatz zu dem Bürgermeister als hauptamtlichem Mitglied, nicht abgewählt werden. Die Stärke der in der Gemeindevertretung vertretenen Fraktionen spiegelt sich grundsätzlich in der Zusammensetzung des ehrenamtlichen Gemeindevorstands wider. Vertreter des Bürgermeisters ist der Erste Beigeordnete Gerhard Pitz (FW).
Der Gemeindevorstand steht an der Spitze der Gemeindeverwaltung und wird von dieser unterstützt. Er trifft die Entscheidungen zu laufenden Verwaltungsangelegenheiten, bereitet gemeinsam mit der Verwaltung die Beschlüsse der Gemeindevertretung vor und führt diese aus. Er wirkt mit bei der Ausführung der Gesetze und Verordnungen innerhalb der Gemeinde, bei der Verwaltung des Vermögens, bei der Erstellung des Haushaltsplanes sowie bei der Überwachung des Kassen- und Rechnungswesens. Auch die Wahrung der Bürgerinteressen ist seine Aufgabe. Er vertritt die Gemeinde nach außen, führt den Schriftwechsel und vollzieht die Gemeindeurkunden. Er tagt unter Vorsitz des Bürgermeisters in nicht-öffentlichen Sitzungen. An den Sitzungen der Gemeindevertretung nimmt der Gemeindevorstand ohne Stimmrecht teil.

### Wappen
Als Hoheitszeichen führt die Gemeinde Fernwald dieses Wappen:
| Wappen der Gemeinde Fernwald | Blasonierung: „In Blau ein goldenes Schrägkreuz, aufgelegt ein silberner Herzschild mit durchgehendem schwarzen Kreuz.“ |
| Wappen der Gemeinde Fernwald | Wappenbegründung: Das Wappen wurde am 24. Mai 1976 durch das Hessische Ministerium des Innern genehmigt. Es entstand aus dem Wappen des Ortsteils Steinbach. Der Deutschordensschild und das Gleiberger Schrägkreuz stehen für deren Besitzrechte in Steinbach und auch Annerod. Die Farben blau und Gold wurden für den Einfluss der Solmser Grafen in Albach gewählt. |

### Flagge
Die Flagge wurde am 13. Januar 1984 durch das Hessische Ministerium des Innern genehmigt.
Flaggenbeschreibung: „Auf weißer Mittelbahn mit blauen Randstreifen in der oberen Hälfte aufgelegt das Gemeindewappen.“

## Kultur und Sehenswürdigkeiten

### Sport und Freizeit
Das kulturelle Leben in Fernwald wird vor allem durch zahlreiche Vereine bestimmt. In der Folge eine Auswahl:
- Freiwillige Feuerwehren in zwei Ortsteilen (Annerod und Steinbach)
- Die TSG 1905 Steinbach bietet neben Turnen auch Basketball, Volleyball, Judo und Musik an
- Der FSV 1926 Fernwald spielt seit 2019 (wie bereits zwischen 2005 und 2014) in der Fußball-Hessenliga
- SV 1945 Annerod
- HSG Fernwald, ein Zusammenschluss der Handball-Abteilungen von TSG Steinbach und SV Annerod
- TSV 1911 Albach
- TC Annerod (Tennis)
- Schützenverein SC 1959 Annerod
- Schützenvereinigung Steinbach/Garbenteich
- Obst- und Gartenbauvereine in Albach und Steinbach

## Verkehr
Durch das Gemeindegebiet führen die Bundesautobahn 5 mit direktem Autobahnanschluss (AS 10) sowie die Bundesstraßen 49 und 457.
Die Fernwälder Ortsteile sind außerdem über die Buslinien GI-21 und GI-22 an die Stadt Gießen angebunden.

## Persönlichkeiten
- Carl Roth (* 25. Januar 1884 in Steinbach, heute zu Fernwald; † 9. März 1967 in Wertheim), Politiker (SPD)
- Erwin Stein (* 7. März 1903 in Grünberg; † 15. August 1992 in Fernwald-Annerod), Politiker (CDU) und Richter des Bundesverfassungsgerichts
- Axel Redmer  (* 9. November 1951 in Steinbach, heute zu Fernwald), Politiker (SPD)
- Antje Damm (* 1965 in Wiesbaden), Kinderbuchautorin und Illustratorin, lebt im Ortsteil Annerod
- Lars Witteck (* 20. März 1974 in Marburg), Jurist und Regierungspräsident Gießens (2009–2015)
- Erwin Horn (* 2. Mai 1929 in Annerod, heute zu Fernwald; † 13. Mai 2006), Politiker (SPD)